# Mob 47
I Mob 47 sono un gruppo  hardcore punk formato a Stoccolma nell'estate 1982, originariamente con il nome Censur. Nel 1983 la band hanno cambiato in nome in quello attuale, "Mob 47". Durante i primi anni della carriera hanno suonato con gli Anti Cimex. La loro musica è influenzata da gruppi come Discharge, Crucifix, D.R.I., e B.G.K.. Appaiono nella compilation hardcore della Pushead del 1985, Cleanse the Bacteria.
Il chitarrista e fondatore Åke ha formato una serie di altre band nel periodo della nascita del gruppo e successivamente, I gruppi Agoni, Röjers, Discard, Crudity e Protes Bengt sono presenti con i Mob 47 nella compilation del 1985 Stockholm's Mangel. Alcune di queste hanno in comune anche altri componenti del gruppo, soprattutto il batterista Chrille. Per, cantante della contemporanea band svedese Bruce Banner, è la voce principale in alcuni di questi gruppi. Åke ha continuato a suonare ed ha pubblicato una nuova demo dei Mob 47 con una drum machine nel 1998.
Nel 2003 la Speedstate Records ha pubblicato in Giappone un doppio CD, loro ufficiale discografia.
Nel 2005 il gruppo ha ricominciato a fare prove. Hanno fatto il loro primo concerto in vent'anni al Debaser di Stoccolma, il 25 maggio 2006 ed attualmente stanno lavorando su nuovo materiale.

## Componenti
- Jögge/Jugga - voce (1982-1987, 2005-presente); basso (1982-1987)
- Åke - chitarra e voce (1982-1987, 2005-presente)
- Chrille - drums (1982-1987, 2005-present)
- Johan - basso (2005-presente)
- Mentis - voce (1983-1984)
- Robban - voce (1985)
- Tommy - voce (1985-1987)

## Discografia

### Album in studio
- 1986 - 'Racist Regime
- 1986 - 'Ultrahuset Massacre
- 2003 - Stop The Slaughter
- 2003 - Ultimate Attack

### Split
- 1995 - Garanterat Mangel (con Protes Bengt)

### Demo
- Sjuk värld
- 1983 - Hardcore Cassette
- 1984 - 'Hardcore Attack

### EP
- 1984 - Kärnvapen Attack
- 1993 - Warvictim
- 2007 - Dom Ljuger Igen

### Raccolte
- 1984 - International P.E.A.C.E. Benefit Compilation
- 1985 - Cleanse the Bacteria
- 1986 - Eat My Brain Go Insane
- 1987 - I've Got An Attitude Problem
- 1994 - Varning För Punk
- 1995 - Really Fast (volumes 1-3)
- 1996 - Network Of Friends
- 2000 - Stockholms Mangel